# Planpyrgiscus lawsi
Planpyrgiscus lawsi är en snäckart som beskrevs av Dell 1956. Planpyrgiscus lawsi ingår i släktet Planpyrgiscus och familjen Pyramidellidae. Inga underarter finns listade i Catalogue of Life.